# 吴爱红
吴爱红（1966年—），仫佬族，中华人民共和国政治人物、第十、第十一、第十二届全国政协委员。
担任广西壮族自治区崇左市副市长。2008年，当选第十一届全国政协委员，代表少数民族界，分入第五十组。